# Napad na Brinka
Napad na Brinka – zbrojny napad na budynek The Brink’s Company, znajdujący się na rogu Prince Street, Hall Street i Commercial Street w bostońskiej dzielnicy North End; dokonany 17 stycznia 1950 roku.
W wyniku napadu skradziono 1 218 211,29 dolarów amerykańskich w gotówce oraz 1 557 183,83 w czekach, przekazach pieniężnych i innych papierach wartościowych. Był to wówczas największy rozbój w historii Stanów Zjednoczonych. Umiejętnie wykonany napad (na miejscu zbrodni znajdowały się tylko minimalne wskazówki) został nazwany jako „przestępstwo stulecia”. Kradzież była dziełem gangu składającego się z jedenastu członków; wszyscy zostali później aresztowani.

## Planowanie
Według informacji zebranych później od Josepha „Specs” O’Keefe'a, organizatorem napadu był Anthony „Fats” Pino. To on wtajemniczył O’Keefe'a, Josepha „Big Joe” McGinnisa i Stanleya „Gus” Gusciorę.
O’Keefe i Gusciora potajemnie weszli do magazynu Brinka; z pomocą szpikulca do lodu otworzyli zewnętrzny zamek, a wewnętrzne drzwi wyważyli kawałkiem plastiku. Później tymczasowo zdjęli bębenki z pięciu zamków, jeden po drugim, dzięki temu ślusarz mógł zrobić dla nich zapasowe klucze. Następnie Pino zwerbował siedmiu mężczyzn, w tym swojego szwagra Vincenta Costę, Michaela Vincenta „Vinnie” Geagana, Thomasa Francisa Richardsona, Adolpha „Jazz” Maffie'a, Henry’ego Bakera, Jamesa Faherty'ego oraz Josepha „Barney” Banfielda.
Gang postanowił czekać z napadem na odpowiednią chwilę. Pino studiował plan pracy personelu i na podstawie zapalonych świateł w oknach budynku potrafił określić, co w danym momencie robią pracownicy. O’Keefe i Gusciora ukradli plany rozmieszczenia alarmów. Kiedy personel miał dzień wolny, gang wchodził do budynku i na miejscu dokonywał prób. Costa stale obserwował magazyn z pobliskiej kamienicy czynszowej, zlokalizowanej dokładnie naprzeciwko budynku Brinksa przy Prince Street. Do czasu przystąpienia do działania, gang planował i trenował przez dwa lata.

## Napad
17 stycznia 1950 roku, po sześciu przerwanych próbach, złodzieje uznali, że sytuacja jest sprzyjająca. Założyli ubrania na pozór podobne do mundurów pracowników Brinka (marynarski sztormiak i czapka szoferska) wraz z gumowymi maskami halloweenowymi, rękawiczkami i butami na gumowych podeszwach. Kiedy Pino i kierowca Banfield pozostali w samochodzie, siedmiu innych mężczyzn weszło do budynku o godzinie 18:55.
Na pierwsze piętro wtargnęli dzięki zapasowym kluczom, którymi otworzyli zamknięte drzwi. Skrępowali i zakneblowali pięciu członków personelu Brinka, którzy w tym czasie gromadzili i liczyli pieniądze z dziennego obrotu. Złodziejom nie udało się otworzyć skrzyni z wynagrodzeniami dla pracowników General Electric, ale zgarnęli wszystko inne. Nikt nie ucierpiał podczas rozboju.
Włamywacze wyszli około 19:30. Oprócz pieniędzy, wzięli cztery rewolwery od pracowników. Następnie członkowie gangu szybko przeliczyli łupy, podzielili je między siebie i uzgodnili nie dotykać pieniędzy przez najbliższe sześć lat, zanim ich kradzież nie ulegnie przedawnieniu. Bandyci rozproszyli się, aby zapewnić sobie alibi.

## Śledztwo i aresztowanie
Brink’s Incorporated wyznaczył nagrodę w wysokości 100 tys. dol. za informacje o sprawcach. Jedynymi śladami, które policja znalazła na miejscu zbrodni była lina, którą związano personel Brinka oraz czapka szoferska. Początkowo każda informacja uzyskana przez policję od swoich informatorów okazała się bezużyteczna. Ciężarówka, którą przestępcy uciekli spod budynku Brinka, znaleziono pociętą na kawałki w Stoughton, w pobliżu domu O’Keefe'a.
W czerwcu 1950 roku O’Keefe'a i Gusciorę aresztowano w Pensylwanii za kradzież z włamaniem. O’Keefe'a skazano na trzy lata pozbawienia wolności w Bradford County Jail, a Gusciorę od pięciu do dwudziestu lat w Western State Penitentiary w Pittsburghu. Od swoich informatorów policja dowiedziała się, że O’Keefe i Gusciora żądali pieniędzy od Pino i MacGinnisa na opłacenie prawników.
Agenci FBI próbowali porozmawiać z O’Keefe'em i Gusciorą, ale obaj utrzymywali, że nic nie wiedzą o napadzie na Brinka. Członkowie gangu stali się podejrzanymi, ale nie było dość dowodów do wydania aktu oskarżenia, więc organy ścigania wywierały presję na podejrzanych. Adolph Maffie został uznany za winnego i skazany na dziewięć miesięcy za uchylanie się od płacenia podatku dochodowego.
Po tym jak O’Keefe wyszedł na wolność, po raz kolejny stanął przed sądem za włamanie oraz naruszenie zwolnienia warunkowego; został wypuszczony za kaucją w wysokości 17 tys. dol. O’Keefe utrzymywał później, że nigdy nie widział swojej części łupu, gdyż oddał go na przechowanie Maffie'emu. Aby uzyskać pieniądze, porwał Vincenta Costę i zażądał jego części łupu jako okupu.
Pino zapłacił mały okup, ale postanowił spróbować zabić O’Keefe'a. Po kilku nieudanych próbach, wynajął seryjnego zabójcę, Elmera „Trigger” Burke’a, aby ten zabił O’Keefe'a. Burke pojechał do Bostonu; postrzelił O’Keefe'a, ale nie udało mu się go zabić, choć poważnie go zranił. FBI zbliżyło się do leżącego w szpitalu O’Keefe'a, który 6 stycznia 1956 roku ostatecznie postanowił wydać byłych wspólników.
12 stycznia tego samego roku (na kilka dni przed terminem przedawnienia) FBI aresztowało Bakera, Costę, Geagana, Maffie'a, McGinnisa i Pino. Faherty'ego i Richardsona ujęto 16 maja w Dorchester w stanie Massachusetts. O’Keefe przyznał się do winy 18 stycznia. Gusciora zmarł 9 lipca. Banfield wówczas już nie żył. Proces rozpoczął się 6 sierpnia 1956 roku.
Ośmiu członków gangu otrzymało maksymalną karę dożywotniego pozbawienia wolności; O’Keefe'a skazano tylko na 4 lata i w 1960 roku wyszedł z więzienia. Odzyskano zaledwie 51 906 dolarów ze skradzionych 2,7 mln. Według legendy reszta pieniędzy ukryta jest w górach na północ od Grand Rapids w stanie Minnesota.
Koszty dochodzenia wyniosły około 29 mln dolarów.

## Książka
O napadzie na magazyn Brinka powstała książka Noela Behna, Big Stick-Up at Brink’s! (1977), na podstawie której powstał film fabularny Skok na Brinka (1978).

## Filmy
Na podstawie napadu na Brinka powstały co najmniej cztery filmy:
- Six Bridges to Cross (1955, reż. Joseph Pevney)
- Blueprint for Robbery (1961, reż. Jerry Hopper)
- Brink’s: The Great Robbery (1976, reż. Marvin J. Chomsky)
- Skok na Brinka (org. The Brink’s Job) (1978, reż. William Friedkin)